# Sober beleid
Een sober beleid (Engels: austerity) is een economisch beleid met doel om het begrotingstekort van de overheid te verminderen door bezuinigingen, belastingverhogingen of een mix van beide. Sobere maatregelen worden vaak gebruikt door regeringen die het moeilijk vinden om te lenen, of om te voldoen aan het terugbetalen van leningen. De maatregelen zijn bedoeld om de staatsschulden af te betalen door de overheidsinkomsten gelijk te stellen met de uitgaven. Dit vermindert het aantal nieuwe leningen en kan de fiscale discipline van een overheid aantonen aan crediteuren en kredietbeoordelaars, waardoor het lenen gemakkelijker of goedkoper wordt.
De maatregelen beïnvloeden niet alleen de staatsschuld maar ook het bruto binnenlands product, zodat het netto resultaat een stijging van de staatsschuld in BBP-termen kan zijn. Een sober beleid doet normaal ook de werkloosheid toenemen, via een vermindering van de totale vraag (rechtstreeks in het geval van lagere overheidsuitgaven of via een verminderd beschikbaar inkomen in het geval van belastingverhogingen).
In de Eurozone verplicht het Stabiliteits- en groeipact lidstaten met een begrotingstekort van meer dan 3% van het BBP om een sober beleid te voeren.